# José Suárez Arias-Cachero
José Suárez Arias-Cachero "Felechosa" (Felechosa, Aller, 1962) es un empresario y político de Asturias (España), más conocido por el nombre del pueblo, Felechosa, del municipio de Aller, donde nació. Fue concejal del Ayuntamiento de Oviedo por las listas del Partido Popular desde las elecciones de 2007 hasta 2011, listas a las que fue llamado por el alcalde Gabino de Lorenzo, y concejal de Cultura y Deportes. Fue militante del Partido Popular hasta 2011, en que se pasó al Foro Asturias de Francisco Álvarez Cascos, siendo nombrado consejero general de Cajastur.

## Biografía
Nació en el año 1962 en el concejo de Aller. 
Su trayectoria política siempre ha estado ligada al asturianismo. Fue líder universitario en la década de 1980 y fundador del Conceyu d'Estudiantes Nacionalistes (CEN, Concejo de Estudiantes Nacionalistas). Posteriormente fue concejal asturianista en el municipio de Aller entre 1983 y 1995. También ha sido fundador de la Junta Nacionalista Asturiana y de Unidá Nacionalista Asturiana (UNA), de la que fue máximo dirigente, y persona clave para el nacimiento de Coalición Asturiana de 1991 con la que fue candidato número dos tras Xuan Xosé Sánchez Vicente, sin obtener escaño en la Junta General del Principado de Asturias, a raíz de lo cual se retiró de la política para dedicarse a labores empresariales hasta su reaparición en 2007, como número ocho en las listas del Partido Popular en las municipales de 2007 en Oviedo.
También se le conoce por su trayectoria en defensa de la lengua asturiana. Ha sido el primer miembro del claustro universitario en hacer uso del asturiano en la Universidad de Oviedo, cofundador de la Junta por la Defensa de la Lengua Asturiana, primer concejal en presentar una moción en asturiano cuando era concejal en Aller y primer empresario en redactar los estatutos sociales de la empresa en dicha lengua.
Fue también socio fundador de la Editorial Aina y de Fonoastur.
Fue Vicesecretario de Comunicación y miembro de la Comisión Directiva de Foro Asturias. Su nombramiento no ha gustado al sector crítico con Carmen Moriyón, pues la acusaban de transformar el partido fundado por Francisco Álvarez-Cascos en una «formación nacionalista» con su nombramiento. Dimitió en junio de 2023 en desacuerdo con el pacto de gobierno entre Vox Asturias y Foro en el Ayuntamiento de Gijón.